# ماسایا کاروبه
ماسایا کاروبه (انگلیسی: Masaya Karube؛ زادهٔ ۱۳ مهٔ ۱۹۷۹) بازیکن فوتبال اهل ژاپن است.
از باشگاه‌هایی که در آن بازی کرده‌است می‌توان به باشگاه فوتبال آلبیرکس نیگاتا اشاره کرد.